# Chung kết Cúp bóng đá châu Đại Dương 1980
Chung kết Cúp bóng đá châu Đại Dương 1980 là trận đấu cuối cúng của Cúp bóng đá châu Đại Dương 1980. Trận đấu được diễn ra vào ngày 3 tháng 3 năm 1980 ở Noumea. Úc giành chiến thắng với tỷ số 4–2 trước Tahiti.

## Trận đấu
| Úc                                            | 4–2 | Tahiti                         |
| --------------------------------------------- | --- | ------------------------------ |
| Paul Kay 4', 29' · Danny Moulis · Vic Bozanic |     | Andre Wabealo · Erroll Bennett |